# Villamarina
Villamarina est une frazione de la ville de Cesenatico dans la région Émilie-Romagne en Italie.

## Géographie
Villamarina est situé au bord de l'Adriatique entre Ravenne et Rimini.
C'est aussi une grande station balnéaire de l'Adriatique.
De 23 000 habitants en hiver, la station passe à plus de 300 000 en saison estivale.
Aujourd'hui (début 2007), la ville offre plus de 7 kilomètres de plages de sable fin, larges et ensoleillées, avec 354 auberges (pensions) et 127 établissements balnéaires.

## Administration
| Période                                  | Période  | Identité           | Étiquette     | Qualité |
| ---------------------------------------- | -------- | ------------------ | ------------- | ------- |
| 13 juin 2006                             | En cours | Nivardo Panzavolta | Centre-Gauche |         |
| Les données manquantes sont à compléter. |          |                    |               |         |

### Communes limitrophes
Cervia, Cesena, Gambettola, Gatteo

### Évolution démographique
Habitants recensés